# Peter und der Wolf
Peter und der Wolf op. 67 (russisch Петя и волк) ist ein Musikmärchen für Kinder von Sergei Prokofjew aus dem Jahre 1936. Ein Hörspielsprecher erzählt das Märchen des Komponisten und ein Sinfonieorchester verklanglicht es mit der Programmmusik des Komponisten. Das Werk hat das Ziel, Kinder mit den Instrumenten eines Sinfonieorchesters vertraut zu machen. Heute ist es (neben dem Tanz der Ritter) Prokofjews bekanntestes Werk und weltweit eines der am meisten gespielten Werke klassischer Musik.

## Handlung
Peter, ein kleiner Junge, lebt mit seinem Großvater im ländlichen Russland. Eines Tages lässt Peter das Gartentor offen, und die Ente nutzt die Gelegenheit, auf dem nahen Teich schwimmen zu gehen. Sie gerät in Streit mit einem Vogel („Was bist du für ein Vogel, wenn du nicht fliegen kannst?“ – „Was bist du für ein Vogel, wenn du nicht schwimmen kannst?“). Da schleicht sich eine Katze an, und der Vogel flüchtet, von Peter gewarnt, auf einen Baum.
Peters Großvater ist verärgert, weil Peter das Gartentor offen gelassen hat, denn es könnte der Wolf kommen. Er nimmt seinen Enkel an die Hand, holt ihn in den Garten zurück und schließt das Tor. Kurz darauf kommt der Wolf tatsächlich aus dem Wald. Die Katze klettert schnell auf den Baum, die Ente aber, die vor Aufregung aus dem Teich gestiegen war, wird vom Wolf verschluckt.
Peter, der alles vom Garten aus gesehen hat, holt ein Seil und klettert über die Gartenmauer auf den Baum, wo der Vogel sitzt. Hoch oben auf einem Ast sitzend sagt Peter dem Vogel, dass er dem Wolf immer um den Kopf herumfliegen soll, um ihn abzulenken. Währenddessen lässt Peter eine Seilschlinge hinab, mit der er den Wolf am Schwanz fängt.
Jäger kommen aus dem Wald und schießen auf den Wolf, aber Peter stoppt sie. Im Triumphzug führen alle gemeinsam den Wolf in den Zoo. Am Schluss hört man noch die Ente im Bauch des Wolfs quaken, „denn der Wolf hatte sie in der Eile lebendig hinuntergeschluckt.“

## Gestaltung

### Libretto
Sergei Prokofjew schrieb das Libretto für einen Sprecher, der das Märchen von Peter und der Wolf erzählend vorträgt.

### Musik
Die Musik ist für ein Sinfonieorchester konzipiert, besetzt mit Streichinstrumenten (Violinen, Bratsche, Cello, Kontrabass), Blechblasinstrumenten (3 Hörner in F, 1 Trompete in B♭ und 1 Posaune), Holzblasinstrumenten (1 Querflöte, 1 Oboe, 1 Klarinette in A und 1 Fagott) und Schlaginstrumente (1 Paar Pauken, 1 Triangel, 1 Tamburin, 1 Becken, 1 Kastagnetten, 1 kleine Trommel, 1 große Trommel).
Jede Figur in der Geschichte ist einem bestimmten Instrument zugeordnet und hat ein eigenes musikalisches Leitmotiv:
- Die Violinen begleiten den kleinen Peter.

Die Audiowiedergabe wird in deinem Browser nicht unterstützt. Du kannst die Audiodatei herunterladen.
- Die Querflöte zwitschert wie ein Vogel.

Die Audiowiedergabe wird in deinem Browser nicht unterstützt. Du kannst die Audiodatei herunterladen.
- Die Oboe quakt wie eine Ente.

Die Audiowiedergabe wird in deinem Browser nicht unterstützt. Du kannst die Audiodatei herunterladen.
- Die Klarinette schnurrt wie eine Katze.

Die Audiowiedergabe wird in deinem Browser nicht unterstützt. Du kannst die Audiodatei herunterladen.
- Das Fagott brummt wie ein Großvater.

Die Audiowiedergabe wird in deinem Browser nicht unterstützt. Du kannst die Audiodatei herunterladen.
- Die 3 Hörner verraten, dass der Wolf kommt.

Die Audiowiedergabe wird in deinem Browser nicht unterstützt. Du kannst die Audiodatei herunterladen.
- Das Trompetenthema lassen die Jäger mit Gewehrschüssen auf der Pauke aufmarschieren.

Die Audiowiedergabe wird in deinem Browser nicht unterstützt. Du kannst die Audiodatei herunterladen.
Die Musik ist leicht verständlich und eingängig. Obwohl der Untertitel „Ein sinfonisches Märchen für Kinder“ lautet, folgt die Musik der Handlung hauptsächlich beschreibend und untermalend; der Begriff „sinfonisch“ bezieht sich auf die Instrumentation und nicht auf die strukturelle und formale Anlage des Werkes. Die Themen werden zwar scheinbar kaum entwickelt und verarbeitet, doch gibt es zahlreiche Transformationen der Motive. So verschränken sich, der Geschichte entsprechend, die Themen der einzelnen Charaktere immer wieder, mit verschiedenartiger Färbung. Besonders auffällig sind hier die zahlreichen Variationen und Verschachtelungen des Vogel- und Peter-Motivs.

## Geschichte

### Entstehung
Sergei Prokofjew besuchte nach seiner Rückkehr in die Sowjetunion mit seinen Söhnen einige Male das Moskauer Theater für Kinder. 1936 wurde er dort von der künstlerischen Theaterleiterin Natalija Saz daraufhin angesprochen, ein Musikmärchen für Kinder zu schreiben. Sie wünschte ein Werk in Form einer Programmmusik, das Kinder mit den Instrumenten des Sinfonieorchesters vertraut macht.
Prokofjew schrieb selber den Text für das Stück, in dem ein Sprecher den Zuhörern vorträgt, wie Peter, ein mutiger Junge, einen Wolf fängt. Diese Geschichte verklanglichte Prokofjew mit einigen Orchesterinstrumenten.
Bei der Uraufführung von Peter und der Wolf am 2. Mai 1936 in der Moskauer Philharmonie war Natalija Saz wegen einer Erkrankung nicht wie geplant die Erzählerin des Stückes; diese Rolle übernahm sie dann bei der ersten Aufführung im Moskauer Theater für Kinder am 5. Mai 1936 mit großem Erfolg.

### Rezeption
Prokofjews Musikmärchen ist weltweit bei Jung und Alt so beliebt, dass es Peter und der Wolf inzwischen in zahlreichen Bearbeitungen gibt, so etwa für gemischten Chor, ein Blockflötenensemble, Akkordeonorchester und Hörspielsprecher oder für Bläserquintett und Hörspielsprecher. Das Musikmärchen bietet eine ganze Reihe von Ansatzpunkten für den Musikunterricht an. Über die reizvolle Geschichte können einige Orchesterinstrumente eingeführt werden. Die Geschichte kann auch durch die Schülerinnen und Schüler szenisch dargestellt werden. Oft wird mit Peter und der Wolf auch als exemplarisches Werk aus der Programmmusik im Unterricht höherer Klassenstufen erneut bearbeitet.
Walt Disney produzierte 1946 im Episodenfilm Make Mine Music eine Zeichentrickadaption mit Sterling Holloway als Hörspielsprecher.
1958 ging von der American Broadcasting Company ein auf Video aufgezeichnetes TV Special mit dem Titel Art Carney Meets Peter and the Wolf, Art Carney als Hörspielsprecher und den Bil Baird Marionetten auf Sendung. Es war so erfolgreich, dass das TV-Special ein zweites Mal ausgestrahlt wurde. Die Show hatte einen originellen Handlungsstrang, bei dem Carney mit einigen sprechenden Tiermarionetten interagierte, insbesondere mit dem Wolf, dem Unruhestifter der Gruppe. Diese erste Hälfte der Show wurde als ein Musical präsentiert, das Musik aus Leutnant Kishe und anderen Werken Prokofjews adaptierte. Dann ging das Programm in eine vollständige und urtextgetreue Aufführung des Musikmärchens Peter und der Wolf über, veranschaulicht vom Spiel der Marionetten.
Um 1960 nahm Hans Conried das Musikmärchen mit einer Dixieland-Musicalband auf. Da es in einer Dixieland-Band keine Oboen gibt, wurde das Leitmotiv der Ente von einem Saxophon übernommen. Die Clyde Valley Stompers nahmen im Jahre 1962 für Parlophone Records (45-R 4928) eine Jazzversion auf, die es seinerzeit in die US Popmusik-Charts schaffte. Allan Sherman parodierte das Musikmärchen auf seinem Album Peter and the Commissar (1964), das er mit Arthur Fiedler und dem Boston Pops Orchestra produzierte. 1966 arrangierte und dirigierte Oliver Nelson eine Jazzversion für Big Band und Hammond-Orgel. Die Orgel wurde von Jimmy Smith gespielt. Die von Creed Taylor produzierte und bei Verve erschienene Platte gilt bei Kritikern und Jazzfans als eine der besten Aufnahmen von Jimmy Smith. Hervorzuheben sind die präzisen Bläsersätze, die Rhythmusgruppe mit dem Bassisten Richard Davis und dem Schlagzeuger Grady Tate und fantasievollen und leidenschaftlichen Soli von Jimmy Smith. Schließlich verwendete die US-amerikanisch-kanadische Filmemacherin Caroline Leaf Sandanimation, um das Musikmärchen in Sand or Peter and the Wolf zu adaptieren. Dies war ihr erster Film.
The Rock Peter and the Wolf ist ein Album von Jack Lancaster und Robin Lumley aus dem Jahre 1975, das Prokofjews Werk adaptiert. Das Album wurde für RSO Records in fünf Sprachen veröffentlicht, die Hörspielsprecher waren Vivian Stanshall (engl.), Wilken F. Dincklage (dt.), Pierre Clémenti (frz.), Maurizio Arcieri (it.) und Luis Del Olmo (sp.). Die instrumentale Besetzung war prominent (u. a. Gary Moore, Manfred Mann, Phil Collins, Stéphane Grappelli, Alvin Lee, Cozy Powell, Brian Eno, Jon Hiseman, Bill Bruford, Chris Spedding, Gary Brooker, Julie Driscoll, Keith Tippett und der English Chorale), die Musik sehr heterogen – von psychedelischem Rock bis zum Jazz (Grappellis Violinsolo in Bluesform über das Thema der Katze mit Alvin Lee an der Rhythmusgitarre). 1976 verwirklichte Anatoli Karanowitsch kurz vor seinem Tod den Sojusmult-Trickfilm Пéтя и Волк („Peter und der Wolf“) mit einem Jungpionier als Hörspielsprecher und dem Jungpionierorchester der Musikschule am Moskauer Konservatorium.
Der Film Fröhliche Weihnachten (A Christmas Story, 1983) enthält Musik des Musikmärchens, besonders während der Charakterszenen, bei denen Scut Farkus andere Charaktere schikaniert. Der Nachname Farkus ist eine Variation von farkas, was Ungarisch ist und Wolf heißt. Justin Locke veröffentlichte 1985 eine Fortsetzung des Musikmärchens, bei der er Prokofjews Originalpartitur verwendete. Peter VS. the Wolf  zeigt des Wolfs Strafprozess, bei dem der Wolf sich gegen die Anklage der „Dukizid im ersten Grad mit einem Schluck“ selbst verteidigt. Die Musik wird als Beweismittel verwendet, doch dann ruft der Wolf Musiker in den Zeugenstand und nimmt sie ins Kreuzverhör. Arnie Zane choreografierte 1985 eine Punkmusik Ballettversion des Musikmärchens. 1988 produzierten Weird Al Yankovic und Wendy Carlos eine Comedian-Version des Musikmärchens und verwendeten ein Synthesizer-Orchester und viele librettistische und musikalische Hinzudichtungen. 1989 erschien schließlich Skeeter and the Wolf, eine Episode der Muppet Babies, mit Skeeter (Peter), Gonzo (der Vogel), Scooter (der Kater), Fozzie (die Ente), Nanny (vertritt den Großvater) bzw. Kermit und Piggy (die Jäger).
Am 19. Oktober 1990 sendete der US-amerikanische TV-Sender FOX erstmals Buster und der böse Wolf, die 24. Episode der 1. Staffel der Tiny Toon Abenteuer (die deutsche Erstausstrahlung der Zeichentrickserie erfolgte erst 1992 auf Pro7), in der die Tiny Toons immer wieder vom bösen Wolf gestört werden (und dies ausgerechnet bei ihren Musikproben), also sagen sie dem Wolf den Kampf an. In dieser Episode werden die Tiny Toons durch Orchesterinstrumente repräsentiert: Buster Bunny (eine Trompete); Babs Bunny (eine Harfe); Furrball, (eine Violine); Sweetie (eine Querflöte); Hamton J. Pig (eine Tuba); Plucky Duck (eine Fahrradhupe, später ein Dudelsack, dann eine Orgel, und schließlich ein Synthesizer); und der Wolf (das Schlagzeug). 1991 veröffentlichte die Deutsche Grammophon das Musikmärchen mit dem Rockstar Sting als Hörspielsprecher und dem Chamber Orchestra of Europe unter der Leitung von Claudio Abbado. Am 13. Mai 1993 sendete das US-Fernsehen erstmals die Schlussepisode von Die Simpsons/Staffel 4 Krusty, der TV-Star (die deutsche Erstausstrahlung der Episode erfolgte erst am 31. Juli 1994 auf Pro7), in der Gaststar Hugh Hefner auf Weingläsern ein Leitmotiv aus Peter und der Wolf spielt. Eine Textvariante von Loriot aus dem Jahre 1993 behält die Handlung im Wesentlichen bei, erweitert den Prokofjew’schen Text aber um viele humorvolle Details im typischen Stil des Autors. Hier kann auch der Wolf sprechen; am Ende bittet er seine Fänger darum, ihn statt in den Zoo zurück in den Wald zu bringen. Auch Peter Schickele schrieb und veröffentlichte eine alternative, komödiante Version des Musikmärchens mit dem Titel Sneaky Pete and the Wolf, die eher ein Western ist. 1995 adaptierte BMG Entertainment International die Geschichte von Peter und der Wolf in einem Film mit Kirstie Alley (als Mutter und Märchenerzählerin), Lloyd Bridges (als Großvater), Ross Malinger (als Peter) sowie einer Reihe Zeichentrickfiguren geschaffen von Chuck Jones. Prokofjews Musik wird darin lebendig, als Peter am ersten Frühlingstag erwacht. In mit der Animation verwobenen Spielfilmszenen entdeckt ein anderer Junge namens Peter gleichzeitig die Magie von Phantasie und Abenteuergeist. Der Film gewann 1996 einen Emmy in der Kategorie Herausragende Primetime-Kindersendung. George Daugherty (einer der Autoren) und Janis Diamond erhielten im selben Jahr auch eine Nominierung für den Writers Guild of America Award. Die Produktion erhielt einen Gold Hugo und Silver Hugo beim Chicago International Film Festival. Im September 1996 veröffentlichte das britische Musikproduzentenduo Coldcut in ihrem Song „More Beats and Pieces“ die Scratch-Version eines Leitmotivs aus dem Musikmärchen. Schließlich kreierte 1997 der Choreograph Matthew Hart mit Tänzern der Royal Ballet School und Sir Anthony Dowell als Erzähler (der die Rolle des Großvaters auch tanzte) eine Ballettversion des Musikmärchens.
Im Jahr 2000 produzierte die US-amerikanische gemeinnützige Organisation Sesame Workshop eine Version des Musikmärchens mit Charakteren der Sesamstraße. Tituliert als Elmo’s Musical Adventure, enthüllt die Geschichte mit Elmo (Peter), Oscar the Crouch (der Kater), Telly Monster (die Ente), Zoe (der Vogel), Bibo (der Großvater) und das zweiköpfige Monster (die Jäger) in der Vorstellung von Baby-Bär, wie er mit Papa-Bär an einer Aufführung teilnimmt, die Keith Lockhart dirigiert. Ein Jahr später produzierte das National Public Radio Peter and the Wolf: A Special Report. Dieser Report behandelt Peters Familiengeschichte, als wäre sie die Entdeckung einer neuen Geschichte. Robert Siegel, Linda Wertheimer, Ann Taylor, und Steve Inskeep des All Things Considered Report des National Public Radios berichten von dem Ereignis gegen eine Aufführung des Virginia Symphony Orchestra unter der Leitung von JoAnn Falletta. Im Jahr 2003 veröffentlichten die Sikorski Musikverlage auf Grundlage des Loriot’schen Librettos als Tonträger eine Version für gemischen Chor (SATB) von und mit Carsten Gerlitz. Auch Ex-Präsident Bill Clinton, Michail Gorbatschow und Sophia Loren erzählten für eine Musikproduktion mit dem Russischen Nationalorchester das Märchen von Peter und dem Wolf und erhielten im Februar 2004 dafür den Grammy Award for Best Spoken Word Album for Children. Während ihrer USA Tour 2004 mit dem Russischen Nationalorchester brachte das russische und US-amerikanische Model Tatiana Sorokko das Märchen zur Aufführung. Im selben Jahr produzierte das Shirim Klezmer Orchestra auch eine Klezmer Version des Musikmärchens mit dem Titel Pincus and the Pig: A Klezmer Tale. und Maurice Sendak als Hörspielsprecher. 2005 veröffentlichte Jelani Eddington (mit George Woods als Hörspielsprecher) die bislang einzige Adaption für Theaterorgel als Live-Konzertmitschnitt. Psytrance-Künstlerin Eliad Grundland veröffentlichte ein Jahr später ihre musikalische Interpretation des Werkes mit dem Titel Land of the Wolves und Neil Tobin mit dem Melbourne Symphony Orchestra ein Halloween thematisierendes Narrativ mit dem Titel Peter and the Werewolf. 2007 folgte A Prokofiev Fantasy – Peter And The Wolf auf DVD. In dieser filmischen Fassung wird das Märchen auf ungewöhnliche Weise unter Verwendung von Spitting-Image-Puppen dargestellt. Zusätzlich zur englischen Erzählung durch Sting beinhaltet die DVD die Erzählung in italienischer Sprache durch den Schauspieler und mehrfachen Oscar-Preisträger Roberto Benigni.
Im Jahr 2012 nutzte der britische Fernsehsender ITV Peters Leitmotiv als Titelmusik für seine Berichterstattung der Fußball-Europameisterschaft 2012, weil Prokofjew in der heutigen Ukraine geboren wurde, einem der Austragungsorte der Europameisterschaft. 2013 feierte Wes Hurleys Film Peter and the Wolf Premiere – eine graphische Erwachsenenversion des Musikmärchens mit Peter als schwulem Werwolfjäger und einer von Tom of Finland inspirierten Bildsprache.

## Deutschsprachige Aufnahmen/Diskographie
| Datum | Erzähler           | Orchester                                                | Dirigent            | Label                                                       | Bemerkungen |
| ----- | ------------------ | -------------------------------------------------------- | ------------------- | ----------------------------------------------------------- | --- |
| 2015  | Campino            | Bundesjugendorchester                                    | Alexander Shelley   | Deutsche Grammophon EAN 0028947948940 und EAN 0028947948957 | Echo Klassik 2016 für die deutsche Ausgabe. |
| 2004  | Moritz Stöpel      | Polnische Kammerphilharmonie Sopot, Ladies Swing Quartet | Wojciech Rajski     | TACET Musikproduktion EAN 4009850011439                     | |
| 2001  | Otto Waalkes       | Orchester des 17. Musikalischen Sommers in Ostfriesland  | Michael Kuen        | Deutsche Grammophon EAN 0028947199922                       | Als Zugabe erzählt Otto eine Kurzversion der Geschichte auf ostfriesischem Platt. |
| 1995  | Annemarie Susemihl | Tschechoslowakisches Rundfunk-Sinfonieorchester          | Ondrej Lenárd       | Zweitausendeins EAN 0730099101325                           | Die Orchester-Aufnahme von Peter und der Wolf auf dieser CD ist von 1989, die Sprachaufnahme von 1995. Diese CD erschien zusammen mit den rein instrumentalen Einspielungen von Saint-Saëns’ Der Karneval der Tiere und Tschaikowskis Nussknacker Suite, op. 71a. |
| 1982  | Loriot             | English Chamber Orchestra                                | Daniel Barenboim    | Deutsche Grammophon 2531 388                                | Diese LP enthält auch die Kindersymphonie von Leopold Mozart |
| 1975  | Karlheinz Böhm     | Wiener Philharmoniker                                    | Karl Böhm           | Deutsche Grammophon 2530 587                                | Diese LP enthält auch den Karneval der Tiere von Camille Saint-Saëns |
| 1972  | Rolf Ludwig        | Staatskapelle Dresden                                    | Herbert Kegel       | Eterna 8 26 305                                             | Diese LP enthält auch den Orchesterführer für junge Leute von Benjamin Britten. |
| 1957  | Romy Schneider     | Philharmonia Orchestra                                   | Herbert von Karajan | Columbia WC 506                                             | |
| 1950  | Mathias Wieman     | Berliner Philharmoniker                                  | Fritz Lehmann       | Deutsche Grammophon – 68443, 68444, 68445                   | Diese überhaupt erste deutschsprachige Aufnahme von Peter und der Wolf wurde auf drei 12" Schellack-Platten herausgegeben. |

## Kinderbuch mit Hör-CD/Kassette auf Deutsch
- 2016: Peter und der Wolf. Übersetzt von Heinz Janisch, mit Bildern von Birgit Antoni, Annette Betz in der Ueberreuter Verlag GmbH, Berlin 2016
- 2016: Peter und der Wolf. Übersetzt von Liselotte Remané, mit Bildern von Ilon Wikland, Oetinger, Hamburg 2016
- 2015: Musikalische Meisterwerke für Kinder: Sergei Prokofjew – Peter und der Wolf: Ein musikalisches Märchen für Klasse 2-4. Kopiervorlagen mit Lösungen. Broschüre von Juliane Linker als Lehrmittel für die Grundschule, Oldenbourg Schulbuchverlag, München 2015
- 2013: Peter und der Wolf. Übersetzt von Werner Thuswaldner, mit Bildern von Květa Pacovská, Mined 2013
- 2007: Peter und der Wolf, von Michael Fuchs, Lilli Messina, Xavier Naidoo, Kinderbuchverlag Wolff, Bad Soden 2007
- 2007: Sergej S. Prokofieff – Peter und der Wolf, ein musikalisches Märchen. Frei erzählt von Loriot, mit Bildern von Jörg Müller, 9. Aufl., Sauerländer, Düsseldorf 2007 (Ein Bilderbuch für „jugendliches Publikum“: 12 Blätter mit großformatigen Illustrationen und einer Audio-CD).[15]
- 2003: Peter und der Wolf: Unterstufen-Werkstatt von Jeanette Frei, Walti Bräm, Pfäffikon ZH 2003, ISBN 3-03715-044-0.
- 1981: Peter und der Wolf, als Schattenspiel arrangiert und bearbeitet von Friedel Doért. Mit einer Tonkassette, Arbeitsgemeinschaft Theater der Carl-Sonnenschein-Schule, Schule für Geistigbehinderte des Märkischen Kreises Iserlohn-Sümmern. Stein’sche Buchhandlung, Werl 1981, ISBN 3-920-98011-5.
- 1979: Peter und der Wolf Übersetzt und mit Bildern von Erna Voigt, Annette Betz in der Ueberreuter Verlag GmbH, Berlin 1979
- 1958: Petja i volk, Peter und der Wolf Übersetzt von Lieselotte Remané, mit Bildern von Frans Haacken, Holz, Berlin / Parabel, München 1958, OCLC 73651001; 1968, DNB 575683015; Nachdruck: Beltz & Gelberg, Weinheim / Basel 2003, ISBN 3-407-79318-9
- 1955/56: Peter und der Wolf, mit Bildern von Allan Howard, Lucas Cranach Verlag, München o. J. [1955/56 oder 1959?], DNB 453862764

## Verfilmungen

### Walt Disney (1946)
Walt Disney produzierte 1946 im Episodenfilm Make Mine Music eine Zeichentrickversion mit Sterling Holloway als Erzähler. Hier gibt es zahlreiche Änderungen gegenüber der ursprünglichen Geschichte: so tragen etwa Jäger wie Tiere Namen (der Vogel „Sascha“, die Ente „Sonja“ und die Katze „Iwan“), Peter und seine Freunde wollen schon von Anfang an den Wolf fangen, und am Ende enthüllt der Erzähler, um die Geschichte kinderfreundlicher erscheinen zu lassen, dass die Ente Sonja gar nicht vom Wolf gefressen worden ist.
Der Film erhielt bei den Internationalen Filmfestspielen von Cannes 1946 den Grand Prix für Beste Animation.

### Anatoli Karanowitsch (1976)
Der russische Regisseur Anatoli Karanowitsch verwirklichte 1976 kurz vor seinem Tod noch den Sojusmult-Trickfilm Пéтя и Волк („Peter und der Wolf“) mit einem Jungpionier als Hörspielsprecher und dem Jungpionierorchester der Musikschule am Moskauer Konservatorium.

### Chuck Jones (1995)
Im Dezember 1995 erweckte BMG Entertainment International die Geschichte von Peter und der Wolf in einem preisgekrönten Film (Emmy-Gewinner 1996, Herausragende Primetime-Kindersendung) mit Kirstie Alley (als Mutter und Märchenerzählerin), Lloyd Bridges (als Großvater), Ross Malinger (als Peter) sowie einer Reihe Zeichentrickfiguren aus der Feder von Chuck Jones zum Leben. Prokofjews Musik wird darin lebendig, als Peter am ersten Frühlingstag erwacht. In mit der Animation verwobenen Spielfilmszenen entdeckt ein anderer Junge namens Peter die Magie von Phantasie und Abenteuergeist. Der Film war auch für den Emmy 1996 in der Kategorie Herausragende Musikdirektion nominiert. George Daugherty (also einer der Autoren) und Janis Diamond erhielten in dem Jahr auch die Nominierung für den Writers Guild of America Award. Die Produktion erhielt einen Gold Hugo und Silver Hugo beim Chicago International Film Festival.

### Britisch-polnische Koproduktion (2006)
Die freie Bearbeitung der britischen Regisseurin Suzie Templeton gewann den Oscar 2008 für den besten animierten Kurzfilm. Die Charaktere wurden stark verändert, ebenso die zu Grunde liegende Fabel: So sind die Jäger gefährliche Jugendliche und Peter lässt am Ende den Wolf wieder frei. Insgesamt nahmen die Arbeiten des in Stop-Motion-Technik gedrehten Puppentrickfilms fünf Jahre in Anspruch, Prokofjews Originalmusik wurde vom Philharmonia Orchestra unter Leitung von Mark Stephenson eingespielt.

### Weitere Produktionen
- 1981: Shire Films, ca. 27-minütiger Lehrfilm mit Ray Bolger als Erzähler[19]
- 1996: Dingo Pictures, ca. 19-minütiger Zeichentrick-Kurzfilm[20][21]